# Tyson Jost
Tyson Jost (* 14. März 1998 in St. Albert, Alberta) ist ein kanadischer Eishockeyspieler, der seit Juli 2024 bei den Carolina Hurricanes aus der National Hockey League (NHL) unter Vertrag steht und dort auf der Position des Centers spielt. Zuvor verbrachte Jost unter anderem fünf Spielzeiten in der Organisation der Colorado Avalanche, die ihn im NHL Entry Draft 2016 in der ersten Runde ausgewählt hatten.

## Karriere
Tyson Jost wurde in St. Albert geboren, verließ seine Heimat jedoch bereits im Alter von 13 Jahren, um am Nachwuchsprogramm Pursuit of Excellence in Kelowna in der Provinz British Columbia teilzunehmen. Nach zwei Jahren wechselte er zu den Okanagan Rockets und erzielte dort in der Spielzeit 2013/14 in 36 Spielen jeweils 44 Tore und Vorlagen. Obwohl der Angreifer im Bantam Draft 2013 der Western Hockey League (WHL) an siebter Position von den Everett Silvertips ausgewählt wurde, entschied er sich gegen einen Wechsel in eine der drei höchsten Juniorenligen Kanadas und spielte stattdessen fortan für die Penticton Vees in die eine Ebene unter der WHL angesiedelten British Columbia Hockey League (BCHL). Nach drei Einsätzen zum Ende des Spieljahrs 2013/14 erzielte Jost in der Saison 2014/15 45 Scorerpunkte in 46 Spielen, gewann mit den Vees die Meisterschaft der BCHL und wurde ins All-Rookie Team der Liga gewählt. In seinem zweiten Jahr in Penticton führte der Stürmer die Vees als Kapitän an und erreichte einen Punkteschnitt von über 2,0 (104 in 48 Spielen), sodass er als MVP ausgezeichnet und ins First All-Star Team der Liga berufen wurde. Im anschließenden NHL Entry Draft 2016 wurde Jost an zehnter Position von der Colorado Avalanche ausgewählt.
Vorerst schrieb sich Jost jedoch im Herbst 2016 an der University of North Dakota ein und lief fortan für deren Fighting Hawks in der National Collegiate Hockey Conference (NCHC) auf. Als Freshman kam er auf einen Punkteschnitt von über 1,0 (35 in 33 Spielen) und wurde infolgedessen ins All-Rookie Team der NCHC gewählt. Unmittelbar nach dem Ende der College-Saison unterzeichnete Jost im März 2017 einen Einstiegsvertrag bei der Colorado Avalanche und debütierte am Tag darauf in der National Hockey League (NHL). Nach wenigen Einsätzen bei den San Antonio Rampage bzw. den Colorado Eagles, den Farmteams der Avalanche aus der American Hockey League (AHL), etablierte er sich schließlich als regelmäßiger Scorer in der NHL. Nach fünf Jahren in der Organisation der Avalanche wurde der Kanadier Mitte März 2022 im Tausch für den Deutschen Nico Sturm zu den Minnesota Wild transferiert.
Bei den Wild spielte der Stürmer allerdings nur etwas länger als ein halbes Jahr, da er im November 2022 auf den Waiver gesetzt wurde. Dort wählten ihn die Buffalo Sabres aus, die damit seinen laufenden Vertrag übernahmen. Anschließend wechselte er im Juli 2024 als Free Agent zu den Carolina Hurricanes.

### International
Auf internationalem Niveau debütierte Jost bei der World U-17 Hockey Challenge 2014 und belegte dort mit dem Team Canada White den fünften Platz. Im Laufe des nächsten Jahres folgten zwei Einsätze bei der World Junior A Challenge, wobei er mit der Auswahl Canada West 2015 ebenso die Goldmedaille gewann wie zuvor beim Ivan Hlinka Memorial Tournament 2015. 2016 vertrat er sein Heimatland bei der U18-Weltmeisterschaft 2016, erzielte dabei die meisten Scorerpunkte (15) und wurde in der Folge als bester Angreifer des Turniers ausgezeichnet; die Mannschaft unterlag allerdings im Spiel um Platz drei. Darüber hinaus nahm Jost über den Jahreswechsel 2016/17 mit der kanadischen U20-Nationalmannschaft an der U20-Weltmeisterschaft 2017 teil und errang dort mit dem Team die Silbermedaille.
Sein Debüt für die A-Nationalmannschaft gab Jost im Rahmen der Weltmeisterschaft 2018 und belegte dort mit dem Team den vierten Platz. Ein Jahr später gewann er mit der Mannschaft die Silbermedaille.

## Erfolge und Auszeichnungen
| - 2015 Fred-Page-Cup-Gewinn mit den Penticton Vees - 2015 BCHL All-Rookie Team - 2016 Most Valuable Player der BCHL | - 2016 BCHL First All-Star Team - 2017 NCHC All-Rookie Team |

### International
- 2015 Goldmedaille beim Ivan Hlinka Memorial Tournament
- 2015 Goldmedaille bei der World Junior A Challenge
- 2017 Silbermedaille bei der U20-Junioren-Weltmeisterschaft
- 2019 Silbermedaille bei der Weltmeisterschaft

## Karrierestatistik
Stand: Ende der Saison 2023/24

### International
Vertrat Kanada bei:
| - World U-17 Hockey Challenge 2014 (November) - World Junior A Challenge 2014 - Ivan Hlinka Memorial Tournament 2015 - World Junior A Challenge 2015 | - U18-Junioren-Weltmeisterschaft 2016 - U20-Junioren-Weltmeisterschaft 2017 - Weltmeisterschaft 2018 - Weltmeisterschaft 2019 |

(Legende zur Spielerstatistik: Sp oder GP = absolvierte Spiele; T oder G = erzielte Tore; V oder A = erzielte Assists; Pkt oder Pts = erzielte Scorerpunkte; SM oder PIM = erhaltene Strafminuten; +/− = Plus/Minus-Bilanz; PP = erzielte Überzahltore; SH = erzielte Unterzahltore; GW = erzielte Siegtore; 1 Play-downs/Relegation; Kursiv: Statistik nicht vollständig)